# Polystachya compereana
Polystachya compereana är en orkidéart som beskrevs av Daniel Geerinck. Polystachya compereana ingår i släktet Polystachya och familjen orkidéer.
Artens utbredningsområde är Kongo-Kinshasa. Inga underarter finns listade i Catalogue of Life.